# Кочари (азербайджанский танец)
Кочари́ (азерб. köçəri) — азербайджанский танец, один из видов танца яллы. В 2018 году яллы (кочари, тензэрэ), традиционные групповые танцы Нахчывана были включены ЮНЕСКО от Азербайджана в список объектов, нуждающихся в срочной охране. Танец распространён по всей территории Нахичеванской Автономной Республики.

## Этимология
Как отмечает фольклорист Апош Велиев, название танца свидетельствует о том, что его создали кочевники. Проводя этимологический анализ названия танца на основе словарей различных народностей, живущих на территории Нахичеванской Автономной Республики и по соседству с ней, а также народов, входящих в общую языковую семью, искусствовед Агида Алекперова, пишет, что в своём генезисе Кочари представляет собой явление старинной тюркской, скотоводческой культуры, бытующее в Азербайджане как пляска пастухов.

## Исполнение
Состоящий из медленных и быстрых частей танец Кочари, согласно фольклористу Апошу Велиеву, имеет три варианта. Мужчины или женщины выстраиваются в линию двумя группами или через одного. Предводитель танца («яллыбаши») держит в своей руке трость, который является лишь характерным элементом танца.
Наряду с танцем «Тензэрэ», «Кочари» также является одним из самых популярных и повсеместно исполняемых видов яллы. Как отмечает искусствовед Агида Алекперова, танец представляет собой бессюжетный вид яллы, исполняющийся в основном на свадьбах и народных празднествах. Мелодия танца, согласно Алекперой, очень яркая и легко запоминающаяся, а хореография танца вбирает в себя почти все наиболее употребительные и канонизировавшиеся плясовые фигуры яллы. Музыковед Байрам Гусейнли, в свою очередь, причисляет танец «Кочари» к сюжетным яллы, хореографическое строение и манера исполнения которых воспроизводит определённый сюжет.
В «Кочари», по словам Алекперовой, отражены элементы скотоводческих игр. Мужчины становятся в круг, кладут руки на плечи друг другу, совершая пи этом повороты попеременно вправо и влево с одновременным выпадным шагом вперёд. Одновременно с этим ноги пригибаются в коленях, а голова опускается вперёд. Таким образом, поза танцоров воспринимается как имитация бодания. Сохранившееся в хореографии танца воспроизведение жестов и повадок животных, которое характерно для тотемного сознания и сохранилось в виде реликта, свидетельствует, согласно Алекперовой, об архаичности хореографических элементов искусства яллы.
Танец «Кочари», в отличие от танца «Тэнзэрэ», является хореографически более сложным и эмоционально более насыщенным и ярким танцем. Он никогда не исполняется в начале празднества, так как является эмоциональной кульминацией и виртуозным украшением праздника.

## Нотные записи
В 1965 году музыковед Байрам Гусейнли опубликовал 25 образцов яллы в первой тетради сборника «Азербайджанские народные танцевальные мелодии». Эти образцы, среди которых был и яллы «Кочари», были собраны в Ордубадском, Шарурском и Шахбузском районах Нахичеванской Автономной Республики.
В 1990-х гг. музыковед Агида Алекперова, собиравшая и переложившая на ноты 22 образца танца яллы, распространенных на территории Нахичеванского региона, переложила на ноты также 10 вариантов танца «Кочари».

## В репертуаре танцевальных коллективов
Танец, наряду с другими видами яллы («Эл хавасы» , «Шарур» , «Дорд аягы» , «Нахичеван яллысы», «Газы-газы», «Тэнзэрэ») исполнялся танцевальной группой «Яллы» из Ильичевского района, которая собирала все забытые песни и танцы «яллы», чтобы возродить их, и которым руководила народная артистка Азербайджанской ССР Амина Дильбази. Также танец исполнялся ансамблем «Шарур», являвшегося одним из ведущих самостоятельных коллективов Нахичеванской Автономной Республики, который был популярен не только в Азербайджане, но и в других странах, выступал на фестивалях в Германии, Венгрии.
15 августа 2008 года на 7-м международном детском фестивале «Изменим мир к лучшему» «яллы кочари» был исполнен коллективом «Азербайджанские жемчужины».

## В культуре
Упоминается в стихах известной азербайджанской поэтессы Соны Велиевой «Бир хавасыз хава чалын»:
| «Köçəri» çal, köçən mənəm, Yurd yerindən pərən-pərən. Çal, gora gedən qız mənəm, Özüm oynayım, oynayım. | Сыграй кочари, кочую я, Из родных краёв на все четыре стороны. Играй, в мир иной ухожу я, Сама станцую, сама станцую. |

### Видеоссылки
- Видео исполнения танца.
- Видео исполнения танца.